# Verona Elder
Verona Marolin Elder (dekliški priimek Bernard), angleška atletinja, * 5. april 1953, Wolverhampton, Staffordshire, Anglija, Združeno kraljestvo.
Nastopila je na poletnih olimpijskih igrah v letih 1972 in 1976, v štafeti 4x400 m je dosegla peto in sedmo mesto, v teku na 400 m se je obakrat uvrstila v četrtfinale. Na evropskih dvoranskih prvenstvih je osvojila tri naslove prvakinje v teku na 400 m v letih 1973, 1975 in 1979 ter še srebrno in bronasto medaljo, na igrah Skupnosti narodov pa zlati medalji v štafeti 4x400 m in srebrni v teku na 400 m.